# عزیز بی‌لی
عزیز بی‌لی (به لاتین: Əzizbəyli) یک منطقه مسکونی در جمهوری آذربایجان است که در شهرستان قزاق واقع شده است.